# Tom Verlaine
Tom Verlaine (geboren Thomas Miller, Denville (New Jersey), 13 december 1949 – Manhattan (New York), 28 januari 2023) was een Amerikaans zanger, songwriter en gitarist. Hij is het meest bekend als voorman van de New Yorkse punk-rockband Television.
Verlaine en zijn vroegere Television-bandmaten Richard Lloyd en Robert Quine staan bekend als inventieve rockgitaristen. Verlaine zelf staat op nummer 56 van Rolling Stone magazine's 100 beste Gitaristen aller tijden.
Verlaine overleed in Manhattan op 73-jarige leeftijd.

## Discografie (solo)
- 1979 : Tom Verlaine
- 1981 : Dreamtime
- 1982 : Words from the Front
- 1984 : Cover
- 1987 : Flash Light
- 1990 : The Wonder
- 1992 : Warm and Cool (tevens 2005)
- 1996 : The Miller's Tale: A Tom Verlaine Anthology
- 2006 : Around
- 2006 : Songs and Other Things